# Tabitabi
Tabitabi è il dodicesimo album in studio del gruppo musicale giapponese Every Little Thing, pubblicato nel 2015.

## Tracce
1. My Life – 5:09
2. ANATA TO – 3:47
3. Sayonara (さよなら) – 4:09
4. Everything – 5:23
5. Rainbow (レインボー) – 4:20
6. Iikaereba (いいかえれば) – 3:36
7. Phone Jamming (Instrumental) – 2:16
8. Little Dancer – 4:24
9. Best Boyfriend – 5:14
10. Kono wa (このは) – 4:01
11. Shitamachi (下町) – 3:57
12. Tabitabi (旅旅) – 4:03